# Il futuro della scienza
Il futuro della scienza (in francese L'Avenir de la science. Pensées de 1848) è un saggio filosofico di Ernest Renan ideato nel 1848, come indica il titolo, ma pubblicato per la prima volta solo quarantadue anni più tardi.

## Contenuto
Il volume testimoniala fede dell'autore nel progresso della scienza e della ragione. Renan vuole dimostrare che il futuro dell'umanità deve passare attraverso la scienza, elevata al rango di nuova religione. Egli è convinto che anche le scienze umane debbano adottare il metodo delle scienze esatte, auspicando l'avvento di una “scienza dei prodotti della mente umana”  che sia una “scienza dei fatti della mente”.